# Hemistola dentigera
Hemistola dentigera är en fjärilsart som beskrevs av Louis Beethoven Prout 1913. Hemistola dentigera ingår i släktet Hemistola och familjen mätare. Inga underarter finns listade i Catalogue of Life.